# Pemberton (British Columbia)
Pemberton ist ein Ort mit rund 2.500 Einwohnern in der kanadischen Provinz British Columbia. Er liegt im Tal des Lillooet River unterhalb des Mount Currie, im Squamish-Lillooet Regional District. Er ist Verwaltungssitz der St'at'imc oder Lilwat Nation.
Die Zuerkennung der kommunalen Selbstverwaltung für die Gemeinde im Zentrum des Sea-to-Sky Corridor erfolgte am 20. Juli 1956 (incorporated als Village Municipality).

## Geschichte

### Frühgeschichte
Das Gebiet ist die Heimat der St'at'imc, deren Angehörige heute vor allem in Mount Currie und D’Arcy leben, hinzu kommen Dörfer entlang des Lillooet Lake.

### Goldrausch

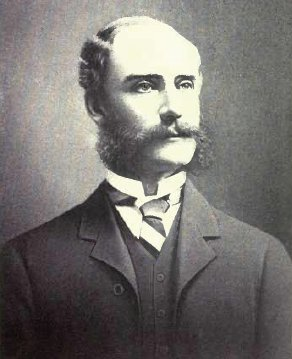
Nach Joseph Despard Pemberton, der für die Geschichte Victorias eine bedeutende Rolle spielte, wurde der Ort benannt. Als Commissioner of Police gab er am 28. Mai 1862 Befehl, dass die Tsimshian, die um die Stadt lagerten, in ihre Dörfer zurückkehren sollten, und dass das Kanonenboot Grappler dabei „helfen“ sollte. Dies trug entscheidend zur Ausbreitung der Pocken im gesamten Nordwesten Amerikas bei.

Der Ort wurde nach Joseph Despard Pemberton (1821–1893), Surveyor General der Hudson’s Bay Company, bzw. der Kolonie Vancouver Island benannt. Der Name Port Pemberton taucht erstmals auf einer Karte von 1859 auf. Als Versorgungsstation für die Goldsucher, die ab 1858 in die Region kamen (Fraser-Canyon-Goldrausch), wurde der Posten am Nordrand des Lillooet Lake errichtet, von wo die Prospektoren ihre Reise über Land nach Lillooet fortsetzten.
Währenddessen traf die Pockenepidemie von 1862 die Indianer und tötete eine große Zahl von ihnen. 1884 folgte der Cayoosh Gold Rush, der seinen Namen von der Fundstätte in der Nähe von Lillooet erhielt. Darüber hinaus verbot der British Columbia Game Act von 1898 den Stämmen die traditionelle Jagd, und Jagdwächter hinderten sie an dieser lebensnotwendigen Tätigkeit, verhängten Bußgelder und Gefängnisstrafen. Bis heute setzen sich die zahlreichen kleinen Stämme, die sich partiell zu größeren Verbünden zusammengefunden haben, mit der Regierung der Provinz um Landrechte auseinander.

### Kartoffelland
Der erste Bauer war John Curry. Mit dem Ende des Goldrauschs verlor Port Pemberton an Bedeutung, die Region wurde stärker agrarisch genutzt. Daher verlegte man die Siedlung an die heutige Stelle.
1914 erreichte der erste Personenzug Pemberton, was weitere Siedler und Holzfäller anlockte. Im selben Jahr entstand das Pemberton Hotel, das noch heute besteht und 34 Zimmer aufweist. Im Tal des Flusses gediehen vor allem Saatkartoffeln, eine Tatsache, der das Tal den Beinamen Spud Valley (Knollental) verdankt.

## Demographie
Der Zensus im Jahr 2011 ergab für die Ansiedlung eine Bevölkerungszahl von 2.369 Einwohnern. Die Bevölkerung der Ansiedlung hatte dabei im Vergleich zum Zensus von 2006 um 8,1 % zugenommen, während die Bevölkerung in der Provinz British Columbia gleichzeitig um 7,0 % anwuchs.

## Wirtschaft
Um 2001 beschäftigten die einstmals dominierende Industrie, die Forstwirtschaft und die Holzfällerei, nur noch 1,8 % der Ortsbewohner. Hingegen arbeiteten 24,3 % von ihnen im Bereich des Gaststätten- und Lebensmittelgewerbes. Hinzu kommen je 13,3 %, die im Kunst- und Unterhaltungsgewerbe sowie im Bereich der Erholung arbeiten, bzw. im Handel.

## Verkehr
Neben einer Anbindung durch den Highway 99 verfügt Pemberton über einen Flugplatz. Der Flugplatz Pemberton (ICAO: CYPS) liegt etwa 10 Kilometer südöstlich der Gemeinde. Der Flugplatz hat nur eine asphaltierte Start- und Landebahn von 1.194 Meter Länge.
In Ost-West-Richtung durchquert eine Eisenbahnstrecke der Canadian National Railway die Gemeinde. Auf dieser Strecke findet im Grunde nur Frachtverkehr statt, ausgenommen der Rocky Mountaineer bei seinen Fahrten zwischen Vancouver und Jasper.
Öffentlicher Personennahverkehr wird örtlich und regional mit einer Verbindung nach Whistler durch das „Pemberton Valley Transit System“ mit zwei Buslinien angeboten, welche von BC Transit in Kooperation betrieben werden.

## Tourismus
1975 erreichte die Straße von Whistler, der Highway 99, Pemberton. Mit der Weltausstellung in Vancouver nahm die Zahl der Busreisenden Richtung Whistler und weiter nordwärts stark zu. Ende der 80er Jahre wurde die Straße am Duffey Lake asphaltiert, womit die letzte Teilstrecke der Coast Mountain Circle Tour fertiggestellt wurde. Dies öffnete die Region zunehmend für den Tourismus.
Vom 25. bis 27. Juli 2008 fand das Pemberton Festival statt, bei dem Tom Petty & the Heartbreakers auftraten. Sein Vorgänger, das Stein Voices for the Wilderness Festival hatte 1989 bis 1990 rund 35.000 Besucher angezogen, die etwa Gordon Lightfoot, Bruce Cockburn und Spirit of the West hören wollten.
Das Pemberton Heritage Museum, das von Juni bis September geöffnet ist, beherbergt ein Kanu vom Lillooet Lake, zwei Häuser der lokalen First Nation und Artefakte der Goldrauschzeit.

## Persönlichkeiten
- Trinity Ellis (* 2002), Rennrodlerin
- Jack Moore (* 2003), Schauspieler